# Parque nacional de Ogasawara
El parque nacional de Ogasawara (en japonés:小笠原国立公園 Ogasawara Kokuritsu Kōen) es un parque nacional de Japón en las islas de Ogasawara, situado a unos 1000 km al sur de Tokio, la capital del país. El parque fue creado en 1972 en el municipio de Ogasawara, que es parte de Tokio. En 2011, las islas de Ogasawara fueron inscritas en la Lista del Patrimonio de la Humanidad de la Unesco.
El archipiélago también se conoce como las islas Bonin, una derivación de Munin (無人), que significa "deshabitada".  Las islas fueron devueltas a la administración japonesa en 1968, después de la ocupación estadounidense. Chichijima, Hahajima y Mukojima se incluyen dentro del parque, pero las tres islas volcánicas, Iwo Jima y Minami Iwo Jima no lo son.